# La reggia sul fiume
La reggia sul fiume è un film del 1940 diretto da Alberto Salvi.

## Trama
La storia di tre amici senza un soldo, che danno per gioco il nome di "reggia" alla loro catapecchia situata nei pressi di un fiume.
I vagabondi proteggono una povera ragazza, sola al mondo e anche lei senza un soldo, che s'innamora di un giovane disoccupato.
Un giorno vengono a sapere della fuga di un ladro e lo inseguono per ricevere la grossa somma messa come ricompensa. Il furfante verrà preso dai tre che lo consegneranno alla giustizia e riscuoteranno il denaro da donare ai due giovani amanti per avere miglior vita.